# Tomnatic (Timiș)

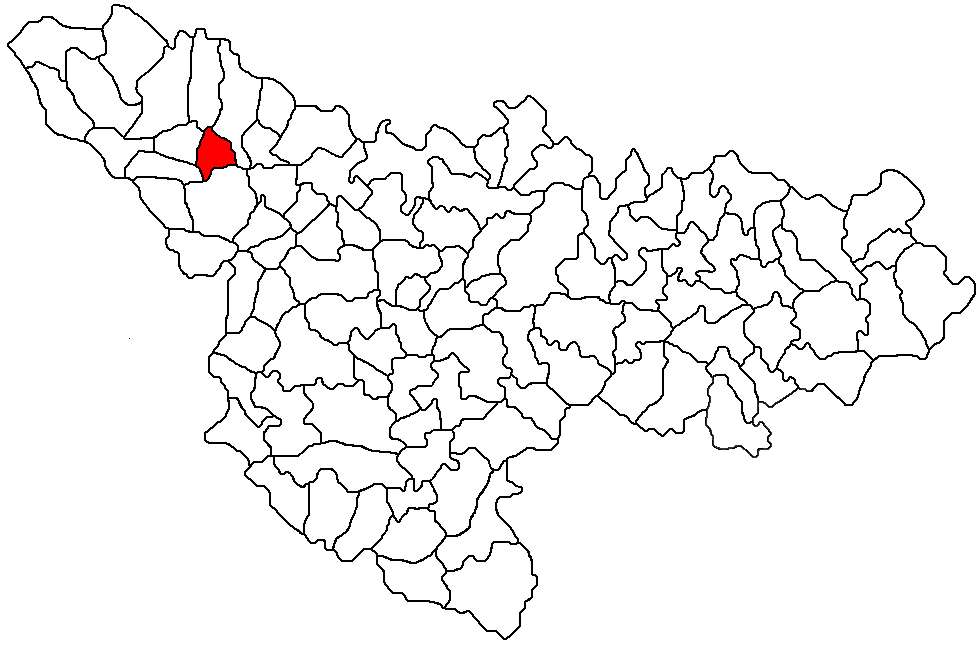
Lage von Tomnatic im Kreis Timiș

Tomnatic (deutsch Triebswetter, ungarisch Nagyősz) ist eine Gemeinde im Kreis Timiș, in der Region Banat, im Südwesten Rumäniens, an der Nationalstraße DN 6 (Timișoara – Cenad) zwischen den Ortschaften Sânnicolau Mare, Saravale, Lovrin, Nerău, Gottlob und Vizejdia.

## Nachbarorte
| Dudeștii Vechi | Sânnicolau Mare                             | Saravale |
| Nerău          | Kompassrose, die auf Nachbargemeinden zeigt | Lovrin   |
| Teremia Mare   | Vizejdia                                    | Gottlob  |

## Geschichte
Tomnatic wurde 1772 mit Ansiedlern aus Lothringen, dessen Herzog Franz Stephan im Jahre 1736 die spätere habsburgische Kaiserin Maria Theresia ehelichte, gegründet. Aus dem Gebiet um Château-Salins stammen 62 % der Triebswetterer Ansiedler. Weitere kamen aus dem Elsass, aus der Pfalz, aus Baden und aus Bayern. Triebswetter war anfänglich ein französischsprachiges Dorf, doch wurde das Französische innerhalb von drei Generationen vom Deutschen verdrängt. Triebswetter war das größte der vier „welschen“ (französischen) Dörfer im Banat. Die anderen drei liegen unweit von Großkomlosch im heutigen Serbien (St. Hubert, Charleville und Seultour). Seinen Namen erhielt Triebswetter nach dem Ingenieur Anton von Triebswetter, der hier Vermessungen machte.
Die Kirche wurde von 1846 bis 1850 errichtet. Den Hochaltar und die beiden Nebenaltäre spendete der damalige Bischof Alexander Bonnaz. 1894 wurde die heutige Schule gebaut.
Am 4. Juni 1920 wurde das Banat infolge des Vertrags von Trianon dreigeteilt. Der größte, östliche Teil, zu dem auch Tomnatic gehörte, fiel an Rumänien.
Infolge des Waffen-SS Abkommens vom 12. Mai 1943 zwischen der Antonescu-Regierung und Hitler-Deutschland wurden alle deutschstämmigen wehrpflichtigen Männer in die deutsche Armee eingezogen. Noch vor Kriegsende, im Januar 1945, fand die Deportation aller volksdeutschen Frauen zwischen 18 und 30 Jahren und Männer im Alter von 16 bis 45 Jahren zur Aufbauarbeit in die Sowjetunion statt. Das Bodenreformgesetz vom 23. März 1945, das die Enteignung der deutschen Bauern in Rumänien vorsah, entzog der ländlichen Bevölkerung die Lebensgrundlage. Das Nationalisierungsgesetz vom 11. Juni 1948 sah die Verstaatlichung aller Industrie- und Handelsbetriebe, Banken und Versicherungen vor, wodurch alle Wirtschaftsbetriebe unabhängig von der ethnischen Zugehörigkeit enteignet wurden.
Da die Bevölkerung entlang der rumänisch-jugoslawischen Grenze von der rumänischen Staatsführung nach dem Zerwürfnis Stalins mit Tito und dessen Ausschluss aus dem Kominform-Bündnis als Sicherheitsrisiko eingestuft wurde, erfolgte am 18. Juni 1951 die Deportation „von politisch unzuverlässlichen Elementen“ in die Bărăgan-Steppe unabhängig von der ethnischen Zugehörigkeit. Die rumänische Führung bezweckte zugleich, den einsetzenden Widerstand gegen die bevorstehende Kollektivierung der Landwirtschaft zu brechen. Als die Bărăganverschleppten 1956 heimkehrten, erhielten sie die 1945 enteigneten Häuser und Höfe zurückerstattet. Der Feldbesitz wurde jedoch kollektiviert.
Die Gemeinde Tomnatic ist seit 2004 durch Ausgliederung aus der Gemeinde Lovrin (Lowrin) hervorgegangen.

## Demografische Entwicklung
Die demografische Entwicklung in Triebswetter gleicht derjenigen in anderen ehemaligen deutschen Dörfern im Banat. 1910 stellten die 3.378 Deutschen aus Triebswetter einen Bevölkerungsanteil von 93 %. Nach dem Zweiten Weltkrieg nahm deren Zahl durch Abwanderung stetig ab. 1977 lebten noch 1.454 Deutsche im Ort (von insgesamt 3.585 Einwohnern), was einen Bevölkerungsanteil von 41 % ausmachte. 1992 waren es 383 Deutsche (13 % der Gesamtbevölkerung von 2.927 Einwohnern), 2011 nur noch 122 Deutsche (4 %  der Gesamtbevölkerung von 3.144 Einwohnern), ebenso die Ungarn; etwa doppelt so viele Roma. Somit ist Triebswetter heute ein mehrheitlich rumänischsprachiges Dorf.

## Persönlichkeiten
- Alexander Bonnaz (1812–1889), Bischof der Csanáder Diözese
- Peter Treffil (1858–1935), Historiker[6]
- Hans Damas (1906–1998), Rechtsanwalt, Initiator der Französischen Aktion[6]
- Rudolf Chati (1913–1984), Schauspieler und Leichtathletik-Spitzensportler
- Franz Dinyer (1926–2003), Opernsänger[6]
- Franz Thomas Schleich (* 1948), Schriftsteller und Publizist
- Anton Palfi (* 1946), Journalist[6]